# Marcus Tyus
Marcus Darnell Tyus (Ramsey, 16 mei 1994) is een Amerikaans basketballer.

## Carrière
Tyus speelde collegebasketbal voor de Omaha Mavericks van 2012 tot 2017. In 2017 tekende hij zijn eerste profcontract bij MBK Baník Handlová in de Slowaakse competitie. na een seizoen tekende hij bij Zweedse eersteklasser Borås Basket waar hij twee seizoenen speelde. Het seizoen 2020/21 bracht hij door bij de Duitse tweedeklasser Science City Jena. Voor het seizoen 2021/22 tekende hij bij het Belgische Union Mons-Hainaut waar hij een seizoen speelde.
Voor het seizoen 2022/23 tekende hij bij het Cypriotische AEK Larnaca BC. In januari 2023 maakte hij de overstap naar de Zweedse eersteklasser Norrköping Dolphins waarmee hij landskampioen werd. In de zomer van 2023 verlengde hij zijn contract met twee jaar. Hij tekende voor het seizoen 2025/26 bij de Hongaarse eersteklasser Debreceni EAC.

## Erelijst
- Zweeds landskampioen: 2023